# Marcel Schiller
Marcel Schiller (ur. 15 sierpnia 1991) – niemiecki piłkarz ręczny, grający jako lewoskrzydłowy. Obecnie występuje w Bundeslidze, w drużynie TV 1893 Neuhausen. Od sezonu 2013/14 będzie występował w Frisch Auf Göppingen.